# Alberto Caramella
(Alberto Caramella, in Lunares Murales, 1-2)
Alberto Caramella (Firenze, 2 marzo 1928 – Firenze, 12 marzo 2007) è stato un avvocato, poeta e scrittore italiano.

## Biografia
Nacque a Firenze dove trascorse tutta la sua vita. Dopo aver compiuto gli studi classici, si laureò in Giurisprudenza svolgendo per molti anni attività professionale e di insegnamento presso la Facoltà di Giurisprudenza prima e la Facoltà di Scienze Politiche Cesare Alfieri poi. Coltivò da sempre l'amore per la poesia, anche se il primo libro poetico, Mille scuse per esistere uscì solo nel 1995 con prefazione di Giorgio Luti e, in appendice, una lettera di Mario Luzi all'autore.
Negli anni seguenti fioccarono i lavori: I viaggi del Nautilus (1997); Lunares murales (1999), Il soggetto è il mare (2000), Interrogazione di poesia (2000). Nel 2001 uscì il primo libro di prose, Festa di Vivere i Mostri del Moto. Parallelamente all'attività poetica, Caramella assieme all'architetto Lorenzo Papi si dedicò alla costruzione sulle colline di Bellosguardo, della Casa della Luce destinata a sede della Fondazione il Fiore tesa a promuovere e valorizzare la poesia.

## Poetica
L'opera poetica caramelliana impressiona innanzitutto per la sua ampiezza: si tratta di 11 libri pubblicati nell'arco di soli 12 anni. E tuttavia è proprio questa disposizione espansiva a caratterizzare la lirica caramelliana,  nel senso di un'apertura illimitata verso l'esistere. L'intento di Caramella è quello, infatti, di rendere sulla pagina la complessità, il labirinto della vita senza nulla trascurare. Avviene così che in questa poesia d'amore anche l'insignificante finisca per acquistare diritto di cittadinanza, assurgendo ad elemento centrale della composizione: leggendo ci si può imbattere nel tarassaco, nella granseola, nel ragnetto di mare.
Nonostante questa poderosa produzione letteraria, a livello stilistico la poesia caramelliana si risolve molto spesso nell'aforisma e nell'epigramma. Le strofe, infatti, sono brevi e rapidissime, spesso di un solo verso, ogni parola è soppesata, isolata ed esaltata. È una brevità che stilisticamente rimanda senz'altro agli amati Ungaretti e Penna, ma che nasce anche da una precisa visione del mondo, quella cioè di opporsi ad un pensiero sistematico che abolisca ogni differenza.

### Opere
- Mille scuse per esistere, introduzione di Giorgio Luti, lettera di Mario Luzi all'autore, Firenze, Le Lettere, 1995
- I viaggi del Nautilus, postfazione di Carmelo Mezzasalma, Firenze, Le Lettere, 1997
- Lunares Murales, prefazione di Maurizio Cucchi, postfazione di C. Cavalleri, Firenze, Le Lettere, 1999
- La Casa della Luce. Tra architettura e poesia, a cura di A. Caramella, Vanni Scheiwiller all'insegna del pesce d'oro, Milano e Fondazione il Fiore, Firenze, 1999.
- (con L. Papi), La nuova città di Scandicci si specchia con Firenze (The New City of Scandicci Finds a Mirror in Florence). Una proposta tra Poesia e Architettura (A proposal between poetry and architecture), traduzione di A. Oldcorn, Firenze, Edizioni Polistampa, 2000.
- Il soggetto è il mare, a cura di Maurizio Cucchi, Varese, Stampa2009, 2000.
- Interrogazione di poesia, Milano, Crocetti, 2000.
- Cartella di vacanza (sur le Lac Léman), Firenze, Edizioni Polistampa, 2000.
- Festa di Vivere i Mostri del Moto, introduzione di Maurizio Cucchi, Firenze, Editrice Artichaut, 2001.
- Pulizia (o del percezionismo), prefazione di Adelia Noferi, Firenze, Passigli, 2003.
- Il libro liberato, prefazione di Dante Maffia, Firenze, Passigli, 2005-

### Traduzioni
- Poesie, Firenze, Polistampa, 2006 (traduzione in russo di Evgenij Solonovich)
- El mar y sus enigmas, Montblanc, Igitur, 2005 (traduzione in spagnolo di Margara Russotto).
- "Come nell'acqua - Comme dans l'eau" (a cura di J.-Ch. Vegliante in collaborazione con Valérie T. Bravaccio), Pisa, Astarte Edizioni, 2022

### Antologie commentate
- Poesie, a cura di Claudio Mariotti, Firenze, Polistampa, 2003.

### Contributi critici
- E. Giachery - N. Paolini Giachery, "Pas de deux": per la poesia di Alberto Caramella, Roma, Vecchiarelli, 2000
- Il frale nerbo: per Alberto Caramella. Atti della giornata di studi Bologna 5 ottobre 2001, a cura di F. Sberlati, Roma, Bulzoni, 2002 (contributi di F. Sberlati, A. Noferi, E. Giachery, A. Oldcorn, J.-Ch. Vegliante, M. Cucchi, L. Tassoni)
- G. Occhipinti, La voce della poesia, Panzano, Edizioni Feeria, 2004
- A. Guastella, Alberto Caramella poeta egizio & lunare in Studi cattolici, luglio/agosto 1999, pp. 530–33.
- Alberto Caramella. La tensione e il sogno, intervista di I. Boni in Galatea, luglio/agosto 1998, pp. 54–61
- Alberto Caramella, intervista di S. Gros-Pietro in Vernice, a. VII n. 19-20, pp. 6–20.
- C. Mariotti, Sulla scrittura aforistica di Alberto Caramella, in Caffè Michelangiolo, a. X n. 3, settembre-dicembre 2005, pp. 81–83.
- C. Mariotti, Sullo straripante amore di Alberto Caramella, in Feeria, a. XIV n. 29, giugno 2006, pp. 54–58.